# Jacopo Foroni
Giovanni Jacopo Foroni (Valeggio sul Mincio, 26 luglio 1824 – Stoccolma, 8 settembre 1858) è stato un compositore e direttore d'orchestra italiano, che ebbe particolarmente fortuna in Svezia.

## Biografia

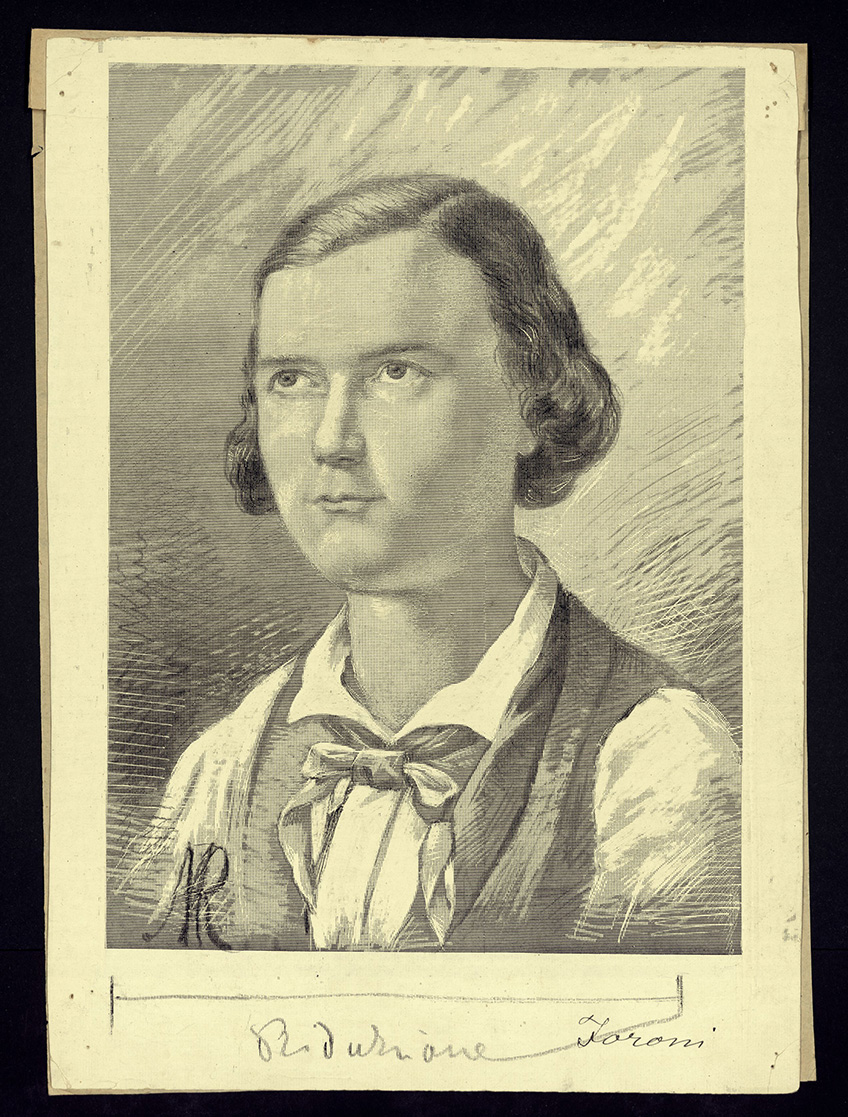
Jacopo Foroni ritratto da Mosè Rigotti

Avviato agli studi musicali dal padre Domenico, compositore e maestro di canto, nonché capo della comunità rabbinica di Verona, fu allievo di Alberto Mazzucato al conservatorio di Milano e di Placido Mandanici.
Il suo primo lavoro teatrale, l'opera semiseria Margherita, fu rappresentata al Teatro Re di Milano, l'8 marzo 1848. Pochi giorni dopo, Foroni prese parte alle Cinque giornate di Milano. Per sfuggire agli austriaci partì per la Svezia, inviato in tournée, in qualità di direttore d'orchestra, al seguito dell'impresario romano Vincenzo Galli. Qui fece rappresentare con successo l'opera in 3 atti, cinque parti Cristina regina di Svezia libretto di Giovanni Casanova (19 maggio 1849), scritta in onore di Oscar I di Svezia.
Dal 1849 all'anno della morte diresse il Regio Teatro dell'Opera di Stoccolma, succedendo a Johan Fredrick Berwald. In Svezia divenne presto famoso come uno dei più talentuosi giovani musicisti e si distinse per essere un vero "Casanova", tanto che si hanno notizie di parecchie rocambolesche storie d'amore con signore di spicco alla corte svedese.
Nel 1851 tornò provvisoriamente a Milano per rappresentare l'opera I Gladiatori testo originale Spartaco di Giovanni Peruzzini, censurato dalle autorità austriache (7 ottobre 1851).
In Svezia si dedicò alla composizione di opere sinfoniche e musiche di scena. Nel 1858 scrisse il suo ultimo lavoro teatrale: l'opera buffa in un atto Advokaten Pathelin con il libretto di Adolphe de Leuven e Joseph Langlé, la cui prima esecuzione ebbe luogo il 4 dicembre 1858 pochi mesi dopo la sua improvvisa e prematura scomparsa causata da un'epidemia di colera all'Opera reale svedese. L'opera comica è stata messa in scena per oltre cento serate nei Teatri dell'Opera Svedesi. 
Scrisse anche tre ouverture sinfoniche e una cantata sinfonica (1850).
In Italia, l'interesse per Jacopo Foroni si accese solo nel 1878, quando l'orchestra della Scala eseguì al Palazzo del Trocadero di Parigi, in occasione dell'Esposizione Mondiale, le prime due ouverture per grande orchestra, in Do minore e Mi minore.
La sorella Antonietta Foroni Conti (moglie del tenore Domenico Conti) fu soprano e la figlia di lei, Amelia Foroni Conti, soprano.